# Vilhelm Poulsen
Vilhelm Poulsen, född 1875, död 25 mars 1930, var en dansk musiker.
Poulsen var ursprungligen valthornist och som sådan medlem av Det Kongelige Kapel. Han verkade även som sånglärare och som organist vid Vartov Kirke (1909–20). Vid sidan av detta var han under senare år verksam som dirigent, både för Akademisk Orkester och för Bel Canto-kören. Med den sistnämnda företog han även framgångsrika konsertturnéer i Sverige, Finland och Tjeckoslovakien.